# Дягилева, Елена Васильевна
Елена Васильевна Дягилева (род. 1 января 1978, Мурманск) — российский государственный деятель, сенатор Российской Федерации от исполнительной власти   Мурманской области (с 1 октября 2024 года). Вошла в Комитет по бюджету и финансовым рынкам.

## Биография
2003 год — окончила СПбГЭУ (ранее ФИНЭК, ИНЖЭКОН, СПбГУСЭ).
С апреля 2017 года — министр финансов Мурманской области, вошла в состав правительства Мурманской области.
Октябрь 2019 года — назначена заместителем губернатора — министром финансов Мурманской области.
С июня 2020 года — оставила пост министра финансов, стала заместителем губернатора Мурманской области. Курировала социальную сферу и финансы.
В ходе выборов Губернатора Мурманской области в 2024 году действующим главой региона Андреем Чибисом была внесена в тройку кандидатов на пост Сенатора Совета Федерации от Правительства Мурманской области. После переизбрания Чибиса была делегирована в Совет Федерации, вошла в Комитет по бюджету и финансовым рынкам.